# Alfonso Enríquez (almirante de Castilla)
Alfonso Enríquez, conocido también como Alonso Enríquez (Guadalcanal, 1354 - Monasterio de Guadalupe, 1429). Fue hijo natural de Fadrique Alfonso de Castilla, maestre de la Orden de Santiago, señor de Haro y adelantado mayor de la frontera de Andalucía; la identidad de su madre es desconocida. Fue nieto del rey Alfonso XI de Castilla y de Leonor de Guzmán.
Fue almirante de Castilla (1405-1426) y I señor de Medina de Rioseco, Aguilar de Campoo y otras muchas villas, y también el progenitor del linaje de los Enríquez, que desempeñaron hereditariamente durante varios siglos el almirantazgo de Castilla y ostentaron el título de duques de Medina de Rioseco.

## La identidad de su madre
Aunque los cronistas coetáneos castellanos envolvieron la figura de su madre en misterio y genealogistas posteriores no la mencionaron, otros autores, por ejemplo, el portugués Fernão Lopes escribió en relación con eventos ocurridos en 1384, que el almirante fue hijo de una judía. El Memorial de cosas antiguas atribuido al deán de Toledo, Diego de Castilla, dice que Fadrique tuvo Alonso en una judía de Guadalcanal llamada Paloma, hecho también mencionado en el Tizón de la nobleza de España de Francisco de Mendoza y Bobadilla. Cuenta una anécdota donde el rey Fernando el Católico estaba de caza y fue un halcón con una garza y, tanto se alejó, que el rey la dejó de seguir, y Martín de Rojas fue siempre con el halcón hasta que vio desamparar la garza y tirar tras una paloma. Preguntando el rey por su halcón, Martín le respondió, «Señor, allá va tras nuestra abuela», siendo Martín también descendiente de Paloma.
En 1550 se editó en Zaragoza una colección de romances donde se insinúa que Alonso Enríquez era hijo ilegítimo de la reina Blanca de Borbón y del infante Fadrique de Castilla, maestre de Santiago, y que mandó llamar a un secretario de la confianza de Fadrique, para engañarle diciendo que su hijo en realidad lo era de una de sus damas de compañía. Este secretario se hizo cargo del niño y lo llevó a una tal Paloma como ama de cría, «hija de un tornadizo y una linda judía». El cronista y genealogista Esteban de Garibay se hace eco de esta tradición popular en su «Compendio Historial» de 1571. Diego Ortiz de Zúñiga a mediados del siglo XVII no quita verosimilitud a estas fuentes orales precisamente por su antigüedad en sus Anales Eclesiásticos y Seculares de la Ciudad de Sevilla. Ortiz de Zúñiga señala que la tal Paloma vivía en Llerena (Badajoz), señorío del maestre Fadrique, tal como se recoge en varios romances recopilados y editados en el siglo XVI. Ya en el XIX Agustín Durán concede bastante crédito a estas leyendas. Pascual Martínez Sopena y Manuel de Castro, no obstante, consideran que en realidad el hijo de la judía pudo haber sido su otro hermano llamado Alfonso y que él fue el «caçador mór» o montero mayor del rey Juan I de Castilla a quien se alude en la Chronica de El-Rei D. João I.

## Biografía
Nació en 1354, y permaneció oculto mientras vivía su tío Pedro I de Castilla, quien ordenó asesinar a su padre en 1358 en el Alcázar de Sevilla. En 1389 recibió del rey Juan I de Castilla la villa de Aguilar de Campos, que constituye el primer paso en la construcción de un sólido patrimonio personal. Hacia 1402 desempeñó el cargo de adelantado mayor del reino de León y la alcaldía del castillo de Medina de Rioseco.
Hacia 1395 retomó junto a su mujer la construcción del Monasterio de Santa Clara de Palencia, que había sido comenzado por Enrique II de Castilla y su mujer la reina Juana Manuel, proyectando la iglesia como panteón de los almirantes de Castilla.
En 1405 Alonso Enrique recibió de Enrique III el título de almirante mayor de Castilla. Se conjetura que debió haber sido a instancias de su mujer, la cual, al fallecer su hermano, Diego Hurtado de Mendoza, quien ostentó el cargo de almirante de Castilla, consiguió que el título pasase a su marido. El cargo, transmitido así a la rama femenina de los Mendoza, además de la acción militar en el mar, conllevaba jurisdicción civil y criminal sobre todos los puertos del reino de Granada, y que culminan a los tres años con la toma de Antequera.
En 1421, Juan II le otorgó el señorío de Medina de Rioseco «por los muchos e buenos e leales e notables e señalados servicios que fecisteis al Rey Don Juan mi abuelo e al Rey Don Henrique mi padre e mi señor, e abedes fecho e fazes a mi», lugar que eligió para establecerse y fundar mayorazgo a favor de sus hijos.
En 1426 el rey Juan II le concedió permiso para fundar dos mayorazgos a favor de sus herederos, y el día 19 de abril de ese mismo año, mientras se hallaba en la ciudad de Toro, Alonso Enríquez otorgó testamento y fundó dos mayorazgos a favor de sus hijos, y poco después renunció al cargo de almirante de Castilla, que pasó a ocupar su hijo Fadrique por disposición real otorgada el día 12 de junio de 1426. Ese mismo año el anciano almirante se retiró al monasterio de Guadalupe, aunque conservó hasta el final de sus días la dignidad de almirante de Castilla gracias a lo estipulado en el privilegio real donde se consignó su renuncia.
Falleció en 1429 en el monasterio de Guadalupe a los 75 años de edad.

## Sepultura
Fue sepultado junto a su esposa y varios de sus hijos en el monasterio de Santa Clara de Palencia que ambos habían fundado.

## Matrimonio y descendencia
En 1387, Alonso Enríquez, haciéndose pasar por un criado suyo, preguntó a Juana de Mendoza viuda desde la batalla de Aljubarrota de agosto de 1385, si estaría dispuesta a casarse con su señor (él mismo). El simulador Alonso recibió de ella la contestación de que Alonso Enríquez era el hijo de una «marrana» (de familia judeoconversa), con lo que el supuesto criado la abofeteó. Aclarado el engaño, se dice que solicitó la presencia de un sacerdote, para que los casara «pues no se dijese que hombre alguno había puesto la mano en ella no siendo su marido».
Se dice también que en una ocasión llegando de noche avanzada, tuvo que dormir con todo su séquito en el campo para recibir la explicación al día siguiente, de la altiva Mendoza, de que «una castellana digna no abre las puertas de su castillo a nadie en la noche».
Fruto de su matrimonio con Juana de Mendoza nacieron los siguientes hijos:
- Fadrique Enríquez (c. 1388-1473) que sucedió a su padre en el almirantazgo[16] y contrajo matrimonio con Marina Fernández de Córdoba.
- Enrique Enríquez de Mendoza (m. c. 1489) progenitor de los Enríquez de Toledo y de los Enríquez de Guzmán y conde de Alba de Liste[16] por concesión del rey Juan II de Castilla desde el día 8 de agosto de 1451.
- Pedro Enríquez quien falleció siendo niño[16] y no debe confundirse con Pedro Enríquez de Quiñones, hijo de su hermano Fadrique Enríquez (del que descienden los Enríquez de Ribera, y marqueses de Tarifa desde 1514).
- Beatriz Enríquez (m. 1439) quien contrajo matrimonio con Pedro de Portocarrero y Cabeza de Vaca, señor de Moguer,[16] hijo de Martín Fernández Portocarrero, IV señor de Moguer, y de Leonor Cabeza de Vaca. Fue sepultada en el Convento de estilo mudéjar de Clarisas de Moguer.
- Leonor Enríquez, casada en 1410 con Rodrigo Alonso Pimentel, II conde de Benavente, padres de Juana Pimentel «la triste condesa».
- Aldonza Enríquez, casada con Rodrigo Álvarez Osorio,[17][18] mencionado en el testamento de Alfonso Enríquez otorgado el 7 de junio de 1426.
- Isabel Enríquez (m. 1469). Contrajo matrimonio con Juan Ramírez de Arellano, señor de los Cameros.
- Inés Enríquez, que contrajo matrimonio con Juan Hurtado de Mendoza, señor de Almazán.[16]
- Blanca Enríquez, casada con Pedro Núñez de Herrera, señor de Herrera y segundo señor de Pedraza. Una de las hijas de este matrimonio, Elvira de Herrera y Enríquez, se casó con Pedro Fernández de Córdoba, V señor de Aguilar, siendo padres, entre otros, de Gonzalo Fernández de Córdoba, el Gran Capitán.
- Constanza Enríquez casada con Juan de Tovar, señor de Berlanga.
- María Enríquez (m. 1441), casada con Juan de Rojas y Manrique, señor de Monzón de Campos y de Cabia en 1431,[16] alcalde mayor de los hijosdalgos de Castilla y doncel del rey, quien tomó parte en la Batalla de La Higueruela en La Vega de Granada junto a Juan II de Castilla y el condestable Álvaro de Luna.
- Mencía Enríquez (m. 1480), quien casó en 1430 con Juan Fernández Manrique de Lara, conde de Castañeda desde 1436.[16]
- Juan Enríquez (m. 1418). La mayoría de los historiadores modernos afirman que fray Juan Enríquez, que además de ser fraile franciscano llegó a ser obispo de Lugo,[19] fue hijo del almirante Alonso Enríquez,[20][21][22] y de Juana de Mendoza,[23] aunque algunos no lo mencionan entre los hijos de estos últimos,[24][25][26] y otros se limitan a afirmar que pertenecía a la familia de los almirantes de Castilla, cargo que en aquella época era detentado por la familia Enríquez.[27] Fue además ministro provincial franciscano de la provincia de Castilla,[19] confesor del rey Enrique III de Castilla,[28] y visitador del convento de Santa Clara la Real de Toledo y del de Santa Clara de Guadalajara.[29]
- Rodrigo Enríquez (m. 1465). Fue arcediano de Toro,[30] arcediano de Valdemuriel en la diócesis de León, tesorero de Astorga[31] y deán de la catedral de Palencia, donde aún se conserva su sepulcro en la actualidad.[32] Por otra parte, conviene señalar que a pesar de que Juana de Mendoza, la esposa de Alonso Enríquez, en su testamento se refería explícitamente a Rodrigo Enríquez como a su hijo y le legaba diversos bienes, la mayoría de los historiadores modernos afirman que fue hijo ilegítimo del almirante[24] e hijastro y no hijo de Juana de Mendoza,[33][34][35] aunque otros afirman simplemente que «lo más probable» es que la versión anterior sea la correcta,[36] y otros insisten en señalar que fue hijo legítimo de Alonso Enríquez y de Juana de Mendoza, basándose en lo ya mencionado sobre el testamento de esta última.[37][a]

Algunos autores, basándose en las afirmaciones de Balbina Martínez Caviró, afirmaron que el almirante Alonso Enríquez y su esposa tuvieron una hija llamada Juana que fue abadesa en el convento de Santa Clara la Real de Toledo, en cuyo coro estaría sepultada. Los historiadores Margarita Cuartas Rivero y Jesús Antonio González Calle, sin embargo, han demostrado que dicha abadesa fue realmente Juana Enríquez, hija ilegítima del conde Alfonso Enríquez y de Inés de Soto de los Infantes y nieta del rey Enrique II de Castilla. El heraldista Faustino Menéndez Pidal de Navascués señaló que el escudo colocado sobre la tumba de esta abadesa es idéntico al que utilizó su padre, el conde Alfonso Enríquez. Además, ni el almirante ni su esposa Juana de Mendoza en sus testamentos otorgados en 1426 y en 1431, respectivamente, mencionan a una hija llamada Juana.
Además, el almirante Alonso Enríquez tuvo los siguientes hijos ilegítimos: 
- Juan Enríquez, a quien su padre, antes de ir a Sevilla, dejó como capitán general de la flota ya que era un «esforzado y buen caballero».[47] Como poeta perteneció a la lírica cancioneril castellana y sus composiciones, la mayoría de temática amorosa, fueron recogidas en el Cancionero de Baena.
- Alonso Enríquez, clérigo beneficiado de la catedral de Sevilla.[24]

## Leyenda delCristo de las Claras
En la capilla del Santísimo Cristo de la iglesia del convento de Santa Clara de Palencia se venera un Cristo yacente introducido en una urna de cristal. Se dice que navegando las naves de Alonso en la guerra contra los moros entre los años 1407 a 1410, un vigía divisó algo que emitía un resplandor extraño. Al acercarse para abordarlo comprobaron que se trataba de una urna de cristal que albergaba la imagen de un Cristo yacente. Sorprendido Alonso por el hallazgo en semejante lugar, decidió trasladarlo a Palenzuela. Siendo transportada a lomos de un animal, escoltada por soldados y caballeros, al llegar a Reinoso de Cerrato este decidió detenerse tozudamente frente al castillo donde habían residido las monjas Clarisas. Dejado el animal a su aire se dirigió hacia el monasterio de las Clarisas, decidiendo los presentes que era por decisión divina, por lo que dejaron la imagen allí para su veneración, actualmente conocido como el Cristo de las Claras.